# Malhada dos Bois
Malhada dos Bois este un oraș în Sergipe (SE), Brazilia.